# 齊齊哈爾民工王建民醫院死亡事件
王建民（1968年—2005年12月14日），是一位齐齐哈尔民工，因爲沒有錢支付醫藥費而被醫院拒醫並死亡。他的死得到了媒體的廣泛報道。

## 概述
2005年12月14日，王建民在北京找工作時因呕血被送往北京同仁醫院，院方称他无生命危险不便垫钱治疗。王建民隨後在同仁医院急诊一楼男厕所门口死去，离最近的抢救室不到10米。据目擊者說，他在嚷着“疼、救命”声中死去。事前，120救护车曾两次送王到同仁醫院，同仁醫院爲此被王建民的家人起訴。经过法院10余次调解，王建民家属与同仁医院签订和解协议，拿到了同仁医院出于人道主义考虑给付的补偿金18万元人民幣。
中华人民共和国卫生部新闻发言人毛群安曾為此而回答记者提问，他表示，“民工死在同仁医院一事引起了广泛关注，而重要的是通过该事件引出贫困危重病人的救治问题。”此事曾在中國媒體得到廣泛報道。